# Mercedes-Benz SLR McLaren
Mercedes-Benz SLR McLaren er en grand tourer bygget af Mercedes-Benz i samarbejde med McLaren Automotive. SLR står for "Sport, Leicht, Rennsport" (sport, lethed, racing). McLaren og Mercedes Benz har søgt inspiration fra Formel 1-teknologi. Hele chassiset er lavet af et monocoquestel af carbonfiber, som er 3 gange dyrere end stål, men vejer 10 gange mindre. McLaren valgte Mercedes' 5,4 L V8 motor og modificerede den yderligere. Motoren yder 626 Hestekræfter, og bilen går fra 0-100 km/t på 3,8 sek. Den har en topfart på 338 km/t og er vurderet til at koste 10.000.000 kr. i Danmark (vejl. pris).